# Agathomyia falleni
Agathomyia falleni är en tvåvingeart som först beskrevs av Zetterstedt 1819.  Agathomyia falleni ingår i släktet Agathomyia och familjen svampflugor.
Artens utbredningsområde är Sverige. Arten är reproducerande i Sverige. Inga underarter finns listade i Catalogue of Life.